# Динамо-2 (футбольный клуб, Москва, 1986)
«Динамо-2» — советский и российский футбольный клуб из Москвы, существовавший с 1986 по 1997 годы.

## История

### Основание и сезоны в первенствах страны
Вторая команда московского «Динамо» была основана в 1986 году решением ЦС «Динамо» путём замены ранее выступавшей во второй лиге команды «Динамо» Кашира.
В первенстве СССР команда «Динамо-2» играла в третьей и четвёртой по силе лигах (вторая и вторая низшая) в 1986—1991 годах.
В первенствах России «Динамо-2» участвовало в 1992—1997 годах (во второй и третьей лигах). Лучшее достижение — 12-е место в 4-й зоне второй лиги в 1993 году.
Команду «Динамо-2» не следует путать с дублирующим составом (фарм-клубом) московского «Динамо» — командой «Динамо»-д, которая в 1992—1997 годах играла в одной зоне второй и третьей лиги с «Динамо-2», в дальнейшем эта команда продолжила выступать во втором дивизионе в 1998—2000 годах под названием «Динамо»-2, вплоть до появления турнира дублёров.

## История выступлений
| Год               | Лига               | Зона   | Место    | И  | В  | Н  | П  | М     | О  |
| ----------------- | ------------------ | ------ | -------- | -- | -- | -- | -- | ----- | -- |
| Первенство СССР   |                    |        |          |    |    |    |    |       |    |
| 1986              | Вторая лига        | 1 зона | 16 из 16 | 30 | 4  | 3  | 23 | 14-74 | 11 |
| 1987              | Вторая лига        | 1 зона | 13 из 17 | 32 | 10 | 4  | 18 | 21-49 | 24 |
| 1988              | Вторая лига        | 1 зона | 15 из 20 | 38 | 11 | 12 | 15 | 29-39 | 34 |
| 1989              | Вторая лига        | 1 зона | 12 из 22 | 42 | 12 | 21 | 11 | 45-44 | 41 |
| 1990              | Вторая низшая лига | 6 зона | 8 из 17  | 32 | 13 | 11 | 8  | 39-26 | 37 |
| 1991              | Вторая низшая лига | 6 зона | 20 из 22 | 42 | 7  | 10 | 25 | 37-58 | 24 |
| Первенство России |                    |        |          |    |    |    |    |       |    |
| 1992              | Вторая лига        | 3 зона | 17 из 21 | 40 | 10 | 9  | 21 | 41-78 | 29 |
| 1993              | Вторая лига        | 4 зона | 12 из 22 | 42 | 16 | 6  | 20 | 64-71 | 38 |
| 1994              | Третья лига        | 3 зона | 18 из 24 | 46 | 11 | 13 | 22 | 40-78 | 35 |
| 1995              | Третья лига        | 3 зона | 18 из 23 | 44 | 12 | 5  | 27 | 47-83 | 41 |
| 1996              | Третья лига        | 3 зона | 15 из 20 | 38 | 10 | 8  | 20 | 40-58 | 38 |
| 1997              | Третья лига        | 3 зона | 20 из 21 | 40 | 10 | 9  | 21 | 50-83 | 39 |

(до 1995 года за победу назначалось 2 очка)
Трижды «Динамо-2» принимало участие в розыгрыше Кубка России: в сезонах 1992/93, 1993/94 и 1995/96. Лучшее достижение — выход в 1/64 финала (1993/94).

## Главные тренеры
- 1986 (до июля) — Владимир Смирнов
- 1986 (с июля) — 1988 — Олег Долматов
- 1989 — 1991 (по июнь) — Адамас Голодец
- 1991 (с июня) — 1995 — Евгений Байков
- 1996—1997 — Александр Максименков

Тренеры
- 1986 (до июля) — Владимир Козлов
- 1989 — Евгений Байков
- 1986 (с июля) — 1987 — Александр Максименков